# Manufacturing Messaging Specification
Der Standard Manufacturing Messaging Specification (MMS) dient zum objektorientierten Austausch von Daten im Produktionsbereich und wird zur Kopplung verteilter Automatisierungssysteme verwendet. Er ist gemäß ISO-Standard 9506 (Nachrichtenformate für Fertigungszwecke) spezifiziert.
MAP/MMS entstand in den 1980er Jahren als Projekt bei General Motors mit dem Ziel, eine Integration verschiedener Fertigungssysteme durch eine einheitliche Kommunikationsschnittstelle zu erreichen. Diese Arbeiten mündeten 1988 in dem ISO 9506 Standard. Wichtige Merkmale von MAP/MMS sind:
- Die allgemeine Verwendbarkeit in den verschiedensten Anwendungen. So genannte 'Companion Standards' enthalten detaillierte Spezifikationen für bestimmte Gerätetypen (NC, Roboter etc.), bauen aber ausschließlich auf allgemeinen MMS-Diensten auf.
- Definierte Objekte (Variablen, Programme, Ereignisse etc.) und deren Dienste
- Ein Objekt abstrahiert die implementierungsabhängigen Besonderheiten (z. B. Speicheradressierung); der symbolorientierte Zugriff wird serverseitig umgesetzt
- Die Telegrammdefinition MMS ist losgelöst von dem verwendeten Transportprotokoll und der Netzphysik (z. B. seriell mit ADLC, Ethernet über OSI und TCP/IP)
- Die Übertragung der syntaktischen Informationen zur Datendekodierung im Telegramm, dadurch ist ein Browsen der Serverobjekte möglich
- Steigerung des Datendurchsatzes durch passende Netzphysik (z. B. 100BaseT)
- Geringe Kosten durch Verwendung von Standardkomponenten aus dem Bürobereich (Netzwerkkarten, Router, Adressvergabe)

Der Standard ist Basis für das Übertragungsprotokoll IEC 60870-6 (TASE.2), der Kommunikationsstandard IEC 61850 nutzt MMS im Teil 8-1  mit Ethernet als Übertragungstechnik (sogenanntes spezifisches Mapping).